# Lelling
 Lelling  es una población y comuna francesa, en la región de Lorena, departamento de Mosela, en el distrito de Forbach y cantón de Grostenquin.

## Demografía
| 380 | 354 | 383 | 375 | 395 | 392 |
| Para los censos de 1962 a 1999 la población legal corresponde a la población sin duplicidades (Fuente: INSEE [Consultar]) |     |     |     |     |     |